# Рівність перед законом
Рівність перед законом — одна з фундаментальних конституційних вимог, важлива умова існування правової держави. Принцип рівності є логічним продовженням принципу справедливості.
Рівність перед законом є елементом юридичного закріпленням прироного права рівності людей у своїй гідності і правах. Рівність людей у своїй гідності та правах — інтегративний принцип, викладений в Декларації прав людини, в якій зазначено, що «всі люди народжуються вільними і рівними у своїй гідності та правах», «вони наділені розумом і совістю і повинні діяти у відношенні один до одного в дусі братерства» (ст. 1), «всі люди рівні перед законом і мають право, без будь-якої різниці, на рівний їх захист законом» (ст.7), а також закріплений у ст.ст. 21, 24, 26 Конституції України та законах України.
Стаття 14 Міжнародного пакту про громадянські та політичні права закріплює такі положення: «Всі особи є рівними перед судами і трибуналами».
Стаття 21 Конституції України визначає: «Усі люди є вільні і рівні у своїй гідності та правах. Права і свободи людини є невідчужуваними та непорушними», а ст. 24 містить важливий припис: «Громадяни мають рівні конституційні права і свободи та є рівними перед законом».
Конституційний Суд України в рішенні від 12 квітня 2012 року № 9-рп/2012 у справі щодо офіційного тлумачення положень статті 24 Конституції України (справа про рівність сторін судового процесу) зазначив: «Гарантована Конституцією України рівність усіх людей в їх правах і свободах означає необхідність забезпечення їм рівних правових можливостей як матеріального, так і процесуального характеру для реалізації однакових за змістом та обсягом прав і свобод. У правовій державі звернення до суду є універсальним механізмом захисту прав, свобод та законних інтересів фізичних і юридичних осіб».

## Загальна характеристика
Принцип рівності передбачає чотири основні аспекти, які суттєво відрізняються один від одного, хоча і не є незалежними:
1. Рівна повага в межах певної схеми процесу ухвалення постанов — вимога виявляти рівну повагу до думки кожного;
2. Об'єктивне ставлення — вимога однакового розгляду однакових випадків.
3. Рівність розподілу — вимога отримання кожним рівної частки певного блага;
4. Рівність результату — вимога, згідно з якою індивіди після процедури розподілу повинні опинитися в однакових умовах.

Принцип рівності являє собою діалектичне поєднання концепцій формальної і фактичної (реальної) рівності. Саме це дозволяє забезпечити у праві чесну (справедливу) рівність можливостей як провідну сучасну інтерпретацію ідеї рівності.
Принцип правової рівності може бути описаний за допомогою формули «диференційована рівність з можливостями позитивних дій». Вона виводиться із того, що:
1. усі, хто знаходиться в однаковому становищі, мають рівні права, свободи та обов'язки і є рівними перед законом і судом,
2. але права, свободи та обов'язки є різними, коли право враховує розумні й об'єктивні відмінності між особами або створює тимчасові сприятливі умови для певної категорії осіб з метою компенсації існуючої фактичної нерівності.

## Генезис ідеї рівності
Різним етапам історичного розвитку свободи та права в людських відносинах притаманні свій масштаб і своя міра свободи, своє коло суб'єктів і відносин свободи та права — свій зміст принципу формальної (правової) рівності. Отже, принцип формальної рівності являє собою постійно властивий праву принцип зі змістом, що історично змінюється.
Рівність як вимога поводитись в однакових випадках однаковим чином, а у відмінних — відмінним чином характерна для права всіх часів. Фактично вона забороняє дискримінацію як одне з найочевидніших порушень принципу рівності.
Античне і середньовічне право були глибоко диференційованими нормативними системами зі значною кількістю стратифікаційних ознак (стать, релігійні переконання, майновий стан, етнічне та соціальне походження). Тобто, античне і середньовічне право не знали загальної рівності.
Лише в Новий час заперечення відмінностей між людьми набуває основоположного значення. Першими ідею природної рівності наперекір успадкованій і умовній соціальній нерівності обґрунтували видатні мислителі Т.Гоббс, Дж. Локк, Вольтер.
За доби соціальних революцій загальну рівність розуміли насамперед як рівність можливостей, тобто як ідею, згідно з якою кожному індивіду повинні бути гарантовані однакові шанси досягти успіхів у житті. Однак особливої популярності ця концепція набула саме в Новий час. Її прихильники вимагали усунення штучних перешкод шляхом скасування всіх привілеїв, установлених для певних осіб. Вони виходили з пріоритетності індивідуальних досягнень, обумовлених лише здібностями особи, а не її походженням, національністю, кольором шкіри, релігією, статтю тощо, і прагнули правовими методами забезпечити вільну конкуренцію, коли всі перебувають у рівних умовах і грають за однаковими умовами. Така рівність можливостей за своїм характером є формальною.
Результатом наростаючого руху за правову і політичну рівність усіх громадян стало юридичне визнання людей рівними і вільними в своїх правах в Декларації незалежності США 1776 р. і Декларації прав людини і громадянина 1789 р. Проте навіть у XVIII—XX ст. ідея загальної рівності реалізується в праві з великими проблемами. Лише у другій половині XX ст. ця формула набуває широкого світового визнання, знайшовши своє юридичне закріплення в ст.1 Загальної декларації прав людини 1948 р.: "Усі люди народжуються вільними і рівними у своїй гідності і правах". Для реалізації принципу загальної рівності принципове значення має заборона дискримінації. Відхилення від стан диференціацію правового регулювання лише в окремих питаннях.
У XX ст. набуває популярності інша егалітарна концепція, основним гаслом якої є «справедлива частка для всіх», інтерпретує рівність як необхідність забезпечити рівність результатів шляхом справедливого розподілу. Цей вид рівності можливий лише за умови обмеження вільної конкуренції, що лежить в основі рівності можливостей. Вона означає рівне розподілення доходів, робочих місць, контрактів незалежно від чиїхось життєвих умов.
Під впливом концепції рівності результатів сучасна концепція рівності доповнює класичну ідею формальної рівності можливостей ідеєю створення реальних можливостей для членів суспільства конкурувати з іншими його членами. Так з'являється соціальний аспект рівності. Для забезпечення подібних реальних можливостей необхідно насамперед гарантувати справедливий розподіл соціальних благ між конкуруючими сторонами. Справедливий розподіл соціальних благ зовсім не потребує їх рівномірного розподілу, а радше передбачає вбачає забезпечення рівності можливостей для того, щоб зробити конкуренцію за ресурси справедливою, а не тільки досягти їх більш рівномірного розподілу.
Саме така природна в умовах соціальної держави діалектика формальної і фактичної рівності дозволяє забезпечити «справедливу рівність можливостей», яка сьогодні є провідною інтерпретацією ідеї рівності.

## Формальна рівність
Змістом формальної рівності є рівність усіх перед законом, рівність прав і обов'язків, незалежно від національної, релігійної й іншої приналежності, службового й іншого положення, рівна відповідальність перед законом. Іншим боком формальної рівності виступає принцип недискримінації.
Вимога формальної рівності можливостей реалізується у праві за допомогою чотирьох пов'язаних між собою загальних принципів:
1. Принцип рівності перед законом;
2. Принцип рівності перед судом;
3. Принцип рівності прав і свобод людини і громадянина;
4. Принцип рівності обов'язків людини і громадянина.

У сучасних умовах принцип рівності перед законом є беззаперечним юридичним стандартом, який закріплено у ст. 7 Загальної декларації прав людини і у ст. 24 Конституції України.
Принцип рівності перед законом знаходить своє логічне продовження у принципі рівності перед судом (згідно з п. 2 ч. 3 ст.129 Конституції України рівність усіх учасників судового процесу перед законом і судом є однією з основних засад судочинства).
Принцип рівності прав і свобод людини і громадянина (принцип рівноправності) закріплено у статтях 21 і 24 Конституції України. Так, згідно зі ст. 21 Конституції України «Усі люди є вільні і рівні у своїй гідності та правах». А стаття 24 Конституції проголошує, що «громадяни мають рівні конституційні права і свободи…».
Принцип рівності обов'язків людини і громадянина у прямій формі в українському праві не сформульований, проте факт його існування особливих сумнівів не викликає. Зокрема, проголошуючи рівність усіх громадян перед законом, ст. 24 Конституції України таким чином встановлює і рівну підлеглість усіх громадян законам України. Крім того, принцип рівності обов'язків відображено у положеннях Конституції, які закріплюють конкретні обов'язки громадян.

## Фактична рівність
Ідея фактичної (реальної) рівності можливостей реалізується у праві за допомогою двох основних принципів:
1. Принцип диференціації правового регулювання
2. Принцип позитивних дій.

Принцип диференціації як складова фактичної (реальної) рівності можливостей виходить із визнання того факту, що право повинне враховувати відмінності між людьми. У сучасних правових системах розроблена певна кількість категорій, які складаються на підставі відмінностей між людьми, що мають соціальний, а не індивідуальний характер. Для особи, яка належить до тієї чи іншої категорії, факт належності обумовлює особливі правові наслідки порівняно з іншими особами: він визначає специфіку в характері й умовах реалізації прав і свобод, особливості закріплення обсягу відповідних прав, наявність додаткових пільг і гарантій. Демографічні, соціальні і територіальні фактори обумовлюють різницю в правовому становищі таких груп, як жінки, молодь, пенсіонери, інваліди, малозабезпечені, безробітні, державні службовці тощо.
Отже, ідея фактичної рівності можливостей суттєво змінює традиційні уявлення про те, що правова рівність повинна бути абстрагована від фактичних відмінностей суб'єктів і тому з необхідністю та за визначенням мала виключно формальний характер.
Заради забезпечення фактичної (реальної) рівності можливостей держава може вдаватися до політики позитивних дій — юридичної розбіжності в підходах, яка реалізується як тимчасовий захід з метою створення сприятливих умов для певної категорії осіб на шкоду іншій категорії і таким чином компенсує існуючу між ними фактичну нерівність. Позитивні дії дозволяють перейти від рівності в праві до рівності через право (фактичної рівності).
Сьогодні можна виділити три основні категорії осіб, стосовно яких діють програми позитивних дій: жінки, расові групи і національні меншини.